# Balera metropolitana
Balera metropolitana è il sesto album in studio del gruppo musicale italiano Maisie, pubblicato nel 2009.

## Tracce

### Disco 1
1. Andavo a 100 all’ora (strumentale) – 1:22 (musica: Alberto Scotti e Francesco Bosa)
2. Perché quelle strane gocce di sangue sul corpo di ***? (voce di Carmen D'Onofrio) – 3:31 (testo: Alberto Scotti – musica: Alberto Scotti e Cinzia La Fauci)
3. Voglia di cosce e di sigarette (voce di Cinzia La Fauci) – 5:08 (Mauro Repetto)
4. Balera Metropolitana (voce di Carmen D'Onofrio) – 4:14 (Alberto Scotti)
5. John Wayne Gacy (strumentale) – 1:25 (musica: Alberto Scotti)
6. Maria – 3:45 (testo: Alberto Scotti, Cinzia La Fauci, Carmen D'Onofrio – musica: Jack Flamba)
7. Quando morì Cristicchi (fu un grande dispiacere) (voce di Serena Tringali) – 3:35 (Alberto Scotti)
8. La centrale nucleare (voce di Cinzia La Fauci e di Carmen D'Onofrio) – 4:33 (testo: Alberto Scotti e Cinzia La Fauci – musica: Alberto Scotti)
9. Blues finito male (voce di Cinzia La Fauci, di Serena Tringali e di Max Ciccarelli) – 2:34 (Alberto Scotti)
10. Spread your appendages (voce di Amy Denio) – 3:03 (testo: Elizabeth DB Lawrence – musica: Alberto Scotti)
11. Sabato Suicide (voce di Carmen D'Onofrio) – 5:13 (testo: Jack Flamba – musica: Alberto Scotti)
12. Turpe Turpe Marescià (voce di Cinzia La Fauci) – 0:31 (Alberto Scotti)
13. L'amore in città – 2:57 (testo: Alberto Scotti, Carmen Scotti, Cinzia La Fauci, Serena Tringali – musica: Alberto Scotti)
14. Hanno ammazzato un bambino (voce di Piergiorgio Pardo e di Cinzia La Fauci) – 1:54 (Alberto Scotti)
15. Festival (voce di Giovanni Pinnizzotto, di Cinzia La Fauci e di Serena Tringali) – 2:48 (Alberto Scotti)
16. Ballata tristissima (voce di Carmen D'Onofrio) – 4:48 (Alberto Scotti)
17. Your Heavily-twined limbs (voce di Amy Denio) – 4:50 (testo: Elizabeth DB Lawrence – musica: Alberto Scotti)
18. Sette Sataniche Otto Volante (strumentale) – 1:10 (musica: Alberto Scotti)
19. 3msc (voce di Carmen D'Onofrio) – 3:01 (Alberto Scotti)
20. Nostalghia Canaglia (voce di Carmen D'Onofrio) – 4:12 (testo: Alberto Scotti – musica: Alberto Scotti e Donato Epiro)
21. Stereo a cassette (voce di Carmen D'Onofrio) – 3:47 (Alberto Scotti)
22. Ultima discoteca in città (voce di Cinzia La Fauci e di Carmen D'Onofrio) – 5:13 (testo: Alberto Scotti – musica: Jack Flamba e Alberto Scotti)

Durata totale: 73:34

### Disco 2
1. Polka di centrosinistra (strumentale) – 2:55 (musica: Alberto Scotti)
2. Amore e tabacchi (voce di Cinzia La Fauci e Carmen D'Onofrio) – 2:46 (Alberto Scotti)
3. La banana e il parassita (voce di Simone Tilli e Cinzia La Fauci) – 3:17 (testo: Alberto Scotti e Cinzia La Fauci – musica: Alberto Scotti)
4. Maggici (voce di Fra' Cazzo da Velletri e Monica Di Monza) – 0:48 (Alberto Scotti)
5. W le aliene! (voce di Andrea Comandini, Cinzia La Fauci e Carmen D'Onofrio) – 1:48 (Alberto Scotti)
6. Frate Mitra (strumentale) – 3:44 (musica: Alberto Scotti)
7. Io non protesto, io amo (voce di Carmen D'Onofrio) – 3:41 (Alberto Scotti)
8. Il cielo è spoglio (voce di Andrea Comandini e di Carmen D'Onofrio) – 4:19 (testo: Andrea Comandini – musica: Alberto Scotti e Andrea Comandini)
9. n. 79 - ISTITUTO MARINO (via Ortopedico) (voce di Carmen D'Onofrio e Serena Tringali) – 3:59 (testo: Cinzia La Fauci, Alberto Scotti – musica: Alberto Scotti)
10. Si sveglia (voce di Amy Denio) – 5:59 (testo: Amy Denio – musica: Alberto Scotti)
11. n. 79 - ISTITUTO MARINO (via Ortopedico) (versione di Mario Castelnuovo) – 3:49 (testo: Cinzia La Fauci, Alberto Scotti – musica: Alberto Scotti)
12. Pelato sì, ma con la brillantina (voce di Amy Denio) – 2:35 (testo: Alberto Scotti – musica: Paolo Messere)
13. Il giorno più bello della mia vita (voce di Cinzia La Fauci) – 4:02 (Alberto Scotti)
14. Elena (voce di Rosalba Lazzarotto e Cinzia La Fauci) – 3:24 (Alberto Scotti)
15. Ivana e Gabriella (voce di Flavio Giurato e Carmen D’Onofrio) – 5:04 (testo: Alberto Scotti e Flavio Giurato – musica: Flavio Giurato)
16. Mogol e Panella (voce di Carmen D'Onofrio, voce recitante di Antonio Midiri e Alberto Scotti) – 2:44 (Alberto Scotti)
17. Musica della Madonna (voce recitante di Elena Tagliavia, voce di Cinzia La Fauci) – 4:51 (musica: Alberto Scotti con i Budella)
18. La licantropia (voce di Cinzia La Fauci) – 3:59 (Pippo Franco)
19. Miaostelle (strumentale) – 0:34 (musica: Alberto Scotti)
20. I gatti matti (voce di Amy Denio e Carmen D'Onofrio) – 3:18 (testo: Alberto Scotti – musica: Amy Denio)
21. Piante e cadaveri (voce di Cinzia La Fauci) – 3:27 (Alberto Scotti)
22. Niente da scoprire (voce di Carmen D'Onofrio, voce fuori campo di Cinzia La Fauci) – 2:36 (Alberto Scotti)

Durata totale: 73:39

## Formazione
- Michele Alessi: chitarre
- Carmen D'Onofrio: voce solista, cori
- Donato Epiro
- Cinzia La Fauci: voce solista, cori
- Luigi Porto: programmazione, suoni, fiati sintetici
- Alberto Scotti: programmazione, ritmi, sintetizzatori, campionamenti, suoni
- Serena Tringali: voce solista, cori

### Altri musicisti e collaboratori
- Francesco Bosa
- Guido Cascone: percussioni
- Andrea Comandini
- Luigi Cozzolino: voce, chitarre, percussioni
- Vittorio De Marin
- Amy Denio
- Dario Giovannini
- Vittorio Nistri
- Tiziana Scognamiglio: pianoforte